# John Anders Schmaltz
John Anders Schmaltz, född 1729, död 3 december 1761 i Sankt Olofs församling, Östergötlands län, var en svensk bildhuggare.

## Biografi
Det finns få bevarade uppgifter om Schmaltz liv och utbildning, men man vet att han var verksam i Stockholmstrakten. För Spånga kyrka i Stockholm utförde han tillsammans med Olof Gerdman en predikstol.